# Eriosema gossweileri
Eriosema gossweileri är en ärtväxtart som beskrevs av Baker f. Eriosema gossweileri ingår i släktet Eriosema och familjen ärtväxter. Inga underarter finns listade i Catalogue of Life.